# Victor Hernández Stumpfhauser
Victor Hernández Stumpfhauser (13 de abril de 1980 en Morelia, Michoacán) es un músico y compositor de bandas sonoras cinematográficas mexicano.

## Educación y carrera
Hernández Stumpfhauser es una de las nuevas generaciones de compositores cinematográficos mexicanos, es alumno de la Escuela Nacional de Música de la Universidad Nacional Autónoma de México, quien se graduó con honores en interpretación de piano. Su trabajo se ha presentado en varios largometrajes y cortometrajes, incluida la película para televisión Hemingway & Gellhorn, ganadora de dos Premios Primetime Emmy . Escribió e interpretó tres piezas musicales para la película ganadora de múltiples Premios Óscar de Alejandro González Iñárritu, 'Birdman o (la inesperada virtud de la ignorancia)'.
Hernández Stumpfhauser escribió la banda sonora del largometraje de animación Ana y Bruno (2018), ganador del Premio Quirino.

## Filmografía

### Películas
- Lioness of Lisabi (2008) (cortometraje)
- How I Killed Mumblecore (2009)
- Quarter 'til Two (2009) (cortometraje)
- Black Swan 2: Epidemic (2011) (cortometraje)
- Aquí entre nos (2011)
- Victims of Gravity (2011)
- Field of Dreams 2: Lockout (2011)
- Cuando estemos juntos (2011)
- Casi treinta (2014)
- Birdman o (la inesperada virtud de la ignorancia) (2014) (intérprete)
- Las horas contigo (2014)
- Alivio (2015)
- Me estás matando, Susana (2016)
- Siempre Contigo (2016)
- Helena (2016)
- Todos queremos a alguien (2017)
- Ana y Bruno (2018)
- Souvenir (2018)
- Hail Mary (2024)
- Frida (2024)

### Televisión
- Sesame Street (2012-2015) (música adicional)
- Diablo Guardián (2017)
- Somos. (2021)